# Geoendomychus pubescens
Geoendomychus pubescens es una especie de coleóptero de la familia Endomychidae.

## Distribución geográfica
Habita en la isla de Lord Howe.